# 东山街道 (辽源市)
东山街道，是中华人民共和国吉林省辽源市西安区下辖的一个乡镇级行政单位。

## 行政区划
东山街道下辖以下地区：
东旭社区、东升社区、东福社区、东盛社区、东裕社区和东明社区。